# Кадзоку
Кадзо́ку (яп. 華族, «величественный род») — высшая японская аристократия периода Мэйдзи. Учреждена в 1869 году, прекратила существование 3 мая 1947 с принятием новой конституции. Из числа кадзоку в 1889—1947 годах формировалась верхняя палата японского парламента — Палата пэров.

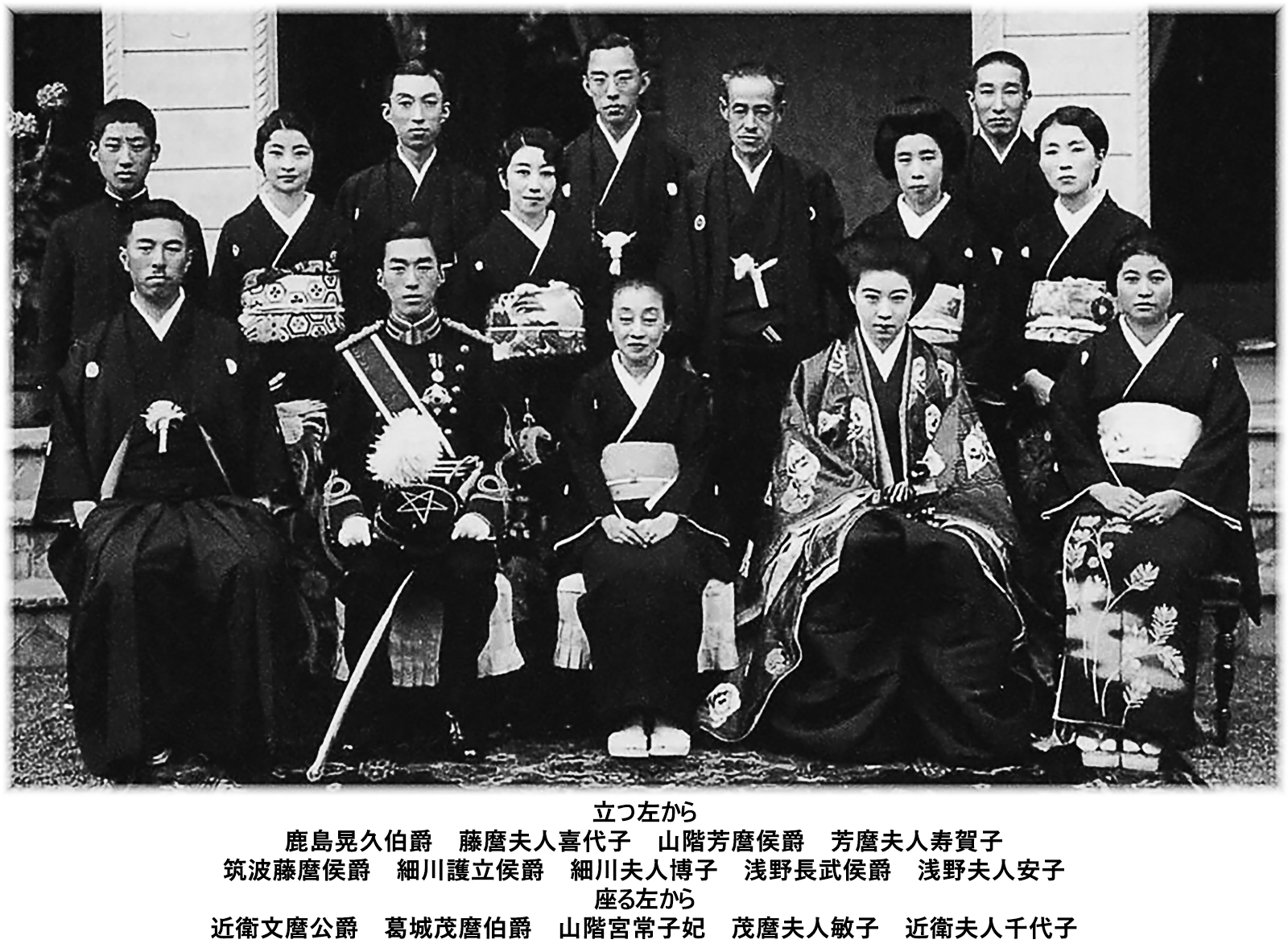
Кадзоку, групповое фото

Основывалась на китайских аристократических титулах. Всего учреждено пять разрядов. Императорским указом от 6 мая 1887 приравнены к определённым чинам японской табели о рангах, икай.

## Происхождение
В кадзоку вошли бывшие представители родовой аристократии кугэ и провинциальных землевладельцев-самураев даймё. На момент создания в этот класс вошло 427 родов. Сначала существовал разрыв в статусе между кугэ и даймё в пользу последних, однако после ликвидации ханов и основания префектур обе составные части кадзоку были уравнены в правах.
Согласно Ито Хиробуми, видному политическому деятелю эпохи Мейдзи, новообразованный класс должен был стать опорой императорского режима. Для этого новая аристократия должна была удерживаться не за счёт своих земельных владений, а за счёт государства. Также, все кадзоку должны были проживать в Токио.
В 1884 году в кадзоку стали принимать политических и военных деятелей, предпринимателей за заслуги перед государством, а также бывших членов Императорского дома, которые приняли подданство тэнно.

## Классификация
- Косяку (яп. 公爵 ко:сяку, князь, герцог), от китайского титула гун (кит. 公). Приравнен к младшей степени I класса  (яп. 従一位 дзю:итии).
- Косяку (яп. 侯爵 ко:сяку, маркиз), от китайского титула хоу (кит. 侯). Приравнен к старшей степени II класса  (яп. 正二位 сё:нии).
- Хакусяку (яп. 伯爵 хакусяку, граф), от китайского титула бо (кит. 伯). Приравнен к младшей степени II класса  (яп. 従二位 дзю:нии).
- Сисяку (яп. 子爵 сисяку, виконт), от китайского титула цзы (кит. 子). Приравнен к старшей и младшей степени III класса  (яп. 正三位 сё:самми), дзюсамми (яп. 従三位 дзю:самми).
- Дансяку (яп. 男爵 дансяку, барон), от китайского титула нань (кит. 男). Приравнен к старшей и младшей степени IV класса  (яп. 正四位 сё:сии), дзюсии (яп. 従四位 дзю:сии).